# 삼성 기어 핏2
삼성 기어 핏2(영어: Samsung Gear Fit2)는 삼성전자가 제조한 피트니스 손목 밴드이다. 2016년 6월 공개된 기어 핏2는 2014년 출시된 삼성 기어 핏의 뒤를 잇는다.
전작에 비해 업데이트된 디자인, 내장형 GPS, 특정 활동을 자동으로 감지하는 기능을 가지고 있으며, 최대 500곡의 노래를 저장할 수 있다. 기어 핏2는 기압계와 심박계, 자이로스코프를 갖추고 있으며, IP68 수준의 방수를 지원한다. OS 4.4 이상 및 1.5GB의 램을 구동하는 안드로이드 스마트폰과 호환된다.
후속작은 삼성 기어 핏2 프로이며 수심 50M까지 사용 가능한 수준의 5ATM 방수를 지원하고 수영 기능이 추가된 것 외엔 기존의 기어 핏2와 거의 동일하다.

## 같이 보기
삼성 갤럭시 워치 액티브